# Tampere Saints 2022
Questa voce raccoglie le informazioni riguardanti i Tampere Saints nelle competizioni ufficiali della stagione 2022.

## Maschile

### I-divisioona 2022

#### Stagione regolare
| Vaasa 17 luglio 2022, ore 14:00 1ª giornata | Wasa Royals | 49 – 0 (13-0 8-0 14-0 14-0) referto | Tampere Saints | Kaarlen kenttä (280 spett.)\| Arbitro: \| P. Roimela \| |
| Arbitro:                                    | P. Roimela  |                                     |                |                                                         |

| Tampere 23 luglio 2022, ore 17:30 2ª giornata | Tampere Saints | 41 – 20 (14-6 20-6 0-0 7-8) referto | Pori Bears | Pyynikin urheilukenttä (306 spett.)\| Arbitro: \| J. Lehtinen \| |
| Arbitro:                                      | J. Lehtinen    |                                     |            |                                                                  |

| Vantaa 31 luglio 2022, ore 19:00 3ª giornata | Vantaan TAFT | 21 – 7 (7-7 7-0 7-0 0-0) referto | Tampere Saints | Myyrmäen jalkapallostadion (202 spett.) |

| Tampere 6 agosto 2022, ore 17:30 4ª giornata | Tampere Saints | 7 – 41 (0-7 7-14 0-13 0-7) referto | Wasa Royals | Pyynikin urheilukenttä (292 spett.)\| Arbitro: \| J. Kalliokoski \| |
| Arbitro:                                     | J. Kalliokoski |                                    |             |                                                                     |

| Pori 13 agosto 2022, ore 18:00 5ª giornata | Pori Bears     | 6 – 36 (6-0 0-15 0-7 0-14) referto | Tampere Saints | Porin urheilukeskus\| Arbitro: \| J. Kalliokoski \| |
| Arbitro:                                   | J. Kalliokoski |                                    |                |                                                     |

| Tampere 20 agosto 2022, ore 17:30 6ª giornata | Tampere Saints | 36 – 19 (0-0 7-13 7-6 22-0) referto | Vantaan TAFT | Pyynikin urheilukenttä (243 spett.)\| Arbitro: \| J. Kalevo \| |
| Arbitro:                                      | J. Kalevo      |                                     |              |                                                                |

#### Playoff
| Arbitri: | R-V Suojanen S. Carlsson H. Hogman J-P Schroderus P. Roimela |

| |           |                                                                       |
| Barrow 8':16" Q2 (TD) 1yd run Jalloh 4':42" Q2 (TD) 88yd pass from Haapamaki Barrow 2':18" Q2 (TD) 26yd pass from Haapamaki T. Suoste 7':55" Q3 (TD) 7yd run Barrow 2':08" Q3 (TD) 38yd pass from Haapamaki R. Viinamaki Q3 (tpc) pass from Haapamaki Barrow 7':11" Q4 (TD) 1yd run | Marcatori | E. Ojala 3':46" Q4 (TD) 22yd pass from T. Palmer J. Tuhkanen Q4 (pat) |

### Statistiche di squadra
| Competizione      | %Vittorie | In casa | In casa | In casa | In casa | In casa | In casa | In trasferta | In trasferta | In trasferta | In trasferta | In trasferta | In trasferta | Totale | Totale | Totale | Totale | Totale | Totale |
| Competizione      | %Vittorie | G       | V       | N       | P       | Pf      | Ps      | G            | V            | N            | P            | Pf           | Ps           | G      | V      | N      | P      | Pf     | Ps     |
| ----------------- | --------- | ------- | ------- | ------- | ------- | ------- | ------- | ------------ | ------------ | ------------ | ------------ | ------------ | ------------ | ------ | ------ | ------ | ------ | ------ | ------ |
| Stagione regolare | .500      | 3       | 2       | 0       | 1       | 84      | 80      | 3            | 1            | 0            | 2            | 43           | 76           | 6      | 3      | 0      | 3      | 127    | 156    |
| Playoff           | .000      | 0       | 0       | 0       | 0       | 0       | 0       | 1            | 0            | 0            | 1            | 7            | 38           | 1      | 0      | 0      | 1      | 7      | 38     |
| Totale            | .429      | 3       | 2       | 0       | 1       | 84      | 80      | 4            | 1            | 0            | 3            | 50           | 114          | 7      | 3      | 0      | 4      | 134    | 194    |

### Statistiche personali

#### Marcatori
| Giocatore     | Ruolo | TD rush | TD recv | TD int | TD p.ret | TD k.ret | TD oth | Xp1  | Xp2 | FG | Saf | Totale |
| ------------- | ----- | ------- | ------- | ------ | -------- | -------- | ------ | ---- | --- | -- | --- | ------ |
| T. Palmer     |       | 7       | 0       | 0      | 0        | 0        | 0      | 0    | 1   | 0  | 0   | 44     |
| E. Ojala      |       | 0       | 4+1     | 0      | 0        | 0        | 0      | 0    | 0   | 0  | 0   | 30     |
| M. Airaksinen |       | 3       | 0       | 0      | 0        | 0        | 0      | 0    | 0   | 0  | 0   | 18     |
| Tuhkanen      |       | 0       | 0       | 0      | 0        | 0        | 0      | 15+1 | 0   | 0  | 0   | 16     |
| E. Hiltunen   |       | 0       | 1       | 0      | 0        | 0        | 0      | 1    | 0   | 0  | 0   | 7      |
| M. Aspinen    |       | 1       | 0       | 0      | 0        | 0        | 0      | 0    | 0   | 0  | 0   | 6      |
| O. Toijala    |       | 0       | 1       | 0      | 0        | 0        | 0      | 0    | 0   | 0  | 0   | 6      |
| Uotila        |       | 0       | 1       | 0      | 0        | 0        | 0      | 0    | 0   | 0  | 0   | 6      |
| T. Raty       |       | 0       | 0       | 0      | 0        | 0        | 0      | 0    | 1   | 0  | 0   | 2      |

#### Passer rating
| Giocatore | G   | Att    | Comp | Int | Yds    | TD  | NFL   | NCAA   |
| --------- | --- | ------ | ---- | --- | ------ | --- | ----- | ------ |
| T. Palmer | 6+1 | 138+26 | 61+7 | 5+1 | 948+53 | 7+1 | 63,08 | 101,51 |

## Femminile

### Naisten Vaahteraliiga 2022

#### Stagione regolare
| Tampere 14 maggio 2022, ore 12:00 1ª giornata | Tampere Saints | 44 – 28 (22-6 0-0 0-6 22-16) referto | Lohja Lionesses | Pyynikin urheilukenttä (158 spett.)\| Arbitro: \| T. Heiskanen \| |
| Arbitro:                                      | T. Heiskanen   |                                      |                 |                                                                   |

| Mikkeli 22 maggio 2022, ore 14:00 2ª giornata | Mikkeli Bouncers | 27 – 14 (0-0 7-8 7-0 13-6) referto | Tampere Saints | Urpolan tekonurmi (69 spett.)\| Arbitro: \| T. Lindroos \| |
| Arbitro:                                      | T. Lindroos      |                                    |                |                                                            |

| Tampere 28 maggio 2022, ore 12:00 3ª giornata | Tampere Saints | 34 – 26 (14-0 14-6 6-7 0-13) referto | West Coast Phoenix | Pyynikin urheilukenttä (94 spett.)\| Arbitro: \| K. Lahtinen \| |
| Arbitro:                                      | K. Lahtinen    |                                      |                    |                                                                 |

| Helsinki 12 giugno 2022, ore 18:00 4ª giornata | Helsinki Wolverines | 46 – 16 (8-8 22-0 0-0 16-8) referto | Tampere Saints | Velodromo di Helsinki\| Arbitro: \| K. Lahtinen \| |
| Arbitro:                                       | K. Lahtinen         |                                     |                |                                                    |

| Tampere 18 giugno 2022, ore 12:00 5ª giornata | Tampere Saints | 6 – 53 (6-26 0-13 0-7 0-7) referto | Turku Trojans | Pyynikin urheilukenttä (104 spett.)\| Arbitro: \| K. Lahtinen \| |
| Arbitro:                                      | K. Lahtinen    |                                    |               |                                                                  |

| Tampere 2 luglio 2022, ore 12:00 6ª giornata | Tampere Saints | 24 – 7 (0-7 12-0 6-0 6-0) referto | Mikkeli Bouncers | Pyynikin urheilukenttä (106 spett.)\| Arbitro: \| Nik. Olsson \| |
| Arbitro:                                     | Nik. Olsson    |                                   |                  |                                                                  |

| Lohja 10 luglio 2022, ore 13:00 7ª giornata | Lohja Lionesses | 41 – 52 (6-6 7-24 12-6 16-16) referto | Tampere Saints | Harjun nurmikenttä (154 spett.)\| Arbitro: \| K. Kivimaa \| |
| Arbitro:                                    | K. Kivimaa      |                                       |                |                                                             |

| Raisio 17 luglio 2022, ore 14:00 8ª giornata | West Coast Phoenix | 26 – 40 (7-0 6-24 6-8 7-8) referto | Tampere Saints | Kerttulan urheilukenttä (50 spett.) |

| Turku 24 luglio 2022, ore 13:00 9ª giornata | Turku Trojans | 48 – 20 (7-6 14-14 20-0 7-0) referto | Tampere Saints | Yläkenttä (70 spett.)\| Arbitro: \| M. Makarainen \| |
| Arbitro:                                    | M. Makarainen |                                      |                |                                                      |

| Tampere 20 agosto 2022, ore 12:00 10ª giornata | Tampere Saints | 20 – 55 (8-14 0-13 6-15 6-13) referto | Helsinki Wolverines | Pyynikin urheilukenttä (125 spett.)\| Arbitro: \| J. Kalevo \| |
| Arbitro:                                       | J. Kalevo      |                                       |                     |                                                                |

#### Playoff
| Rusko 28 agosto 2022, ore 15:00 Semifinale | Turku Trojans | 51 – 0 (0-0 23-0 14-0 14-0) referto | Tampere Saints | Kirkonkylän urheilukenttä (90 spett.)\| Arbitro: \| J. Bruun \| |
| Arbitro:                                   | J. Bruun      |                                     |                |                                                                 |

### Statistiche di squadra
| Competizione      | %Vittorie | In casa | In casa | In casa | In casa | In casa | In casa | In trasferta | In trasferta | In trasferta | In trasferta | In trasferta | In trasferta | Totale | Totale | Totale | Totale | Totale | Totale |
| Competizione      | %Vittorie | G       | V       | N       | P       | Pf      | Ps      | G            | V            | N            | P            | Pf           | Ps           | G      | V      | N      | P      | Pf     | Ps     |
| ----------------- | --------- | ------- | ------- | ------- | ------- | ------- | ------- | ------------ | ------------ | ------------ | ------------ | ------------ | ------------ | ------ | ------ | ------ | ------ | ------ | ------ |
| Stagione regolare | .500      | 5       | 3       | 0       | 2       | 128     | 169     | 5            | 2            | 0            | 3            | 142          | 123          | 10     | 5      | 0      | 5      | 270    | 357    |
| Playoff           | .000      | 0       | 0       | 0       | 0       | 0       | 0       | 1            | 0            | 0            | 1            | 0            | 51           | 1      | 0      | 0      | 1      | 0      | 51     |
| Totale            | .364      | 5       | 3       | 0       | 2       | 128     | 169     | 6            | 2            | 0            | 4            | 142          | 174          | 11     | 5      | 0      | 6      | 270    | 408    |

### Statistiche personali

#### Marcatrici
| Giocatore    | Ruolo | TD rush | TD recv | TD int | TD p.ret | TD k.ret | TD oth | Xp1 | Xp2 | FG | Saf | Totale |
| ------------ | ----- | ------- | ------- | ------ | -------- | -------- | ------ | --- | --- | -- | --- | ------ |
| Ahonen       |       | 0       | 13      | 0      | 0        | 0        | 0      | 0   | 0   | 0  | 0   | 78     |
| Räty         |       | 9       | 0       | 0      | 0        | 0        | 0      | 0   | 7   | 0  | 0   | 68     |
| Mikkonen     |       | 0       | 7       | 0      | 0        | 0        | 0      | 0   | 2   | 0  | 0   | 46     |
| Kammonen     |       | 2       | 0       | 0      | 0        | 0        | 0      | 0   | 6   | 0  | 0   | 24     |
| A. Rasilahti |       | 0       | 3       | 0      | 0        | 0        | 0      | 0   | 3   | 0  | 0   | 24     |
| Saros        |       | 0       | 3       | 0      | 0        | 0        | 0      | 0   | 0   | 0  | 0   | 18     |
| Nuutinen     |       | 1       | 0       | 0      | 0        | 0        | 0      | 0   | 3   | 0  | 0   | 12     |

#### Passer rating
| Giocatore    | G    | Att    | Comp  | Int  | Yds     | TD   | NFL   | NCAA   |
| ------------ | ---- | ------ | ----- | ---- | ------- | ---- | ----- | ------ |
| Räty         | 10+1 | 316+28 | 133+8 | 13+2 | 1893+92 | 26+0 | 67,31 | 105,68 |
| A-L Huuhka   | 1    | 4      | 0     | 0    | 0       | 0    |       |        |
| A. Rasilahti | 0+1  | 0+1    | 0+0   | 0+0  | 0+0     | 0+0  |       |        |